# Théâtre du Palais-Royal
Ne doit pas être confondu avec Théâtre du Palais-Royal (1641–1781).
Le théâtre du Palais-Royal est une salle de spectacle parisienne située 38, rue de Montpensier (1er arr. de Paris) et donnant sur les jardins du Palais-Royal.
L'extérieur du bâtiment (façades et toiture) fait l'objet d'un classement au titre des monuments historiques depuis le 16 mars 1930, l'ensemble du théâtre d'une inscription depuis le 3 août 1993.

## Historique

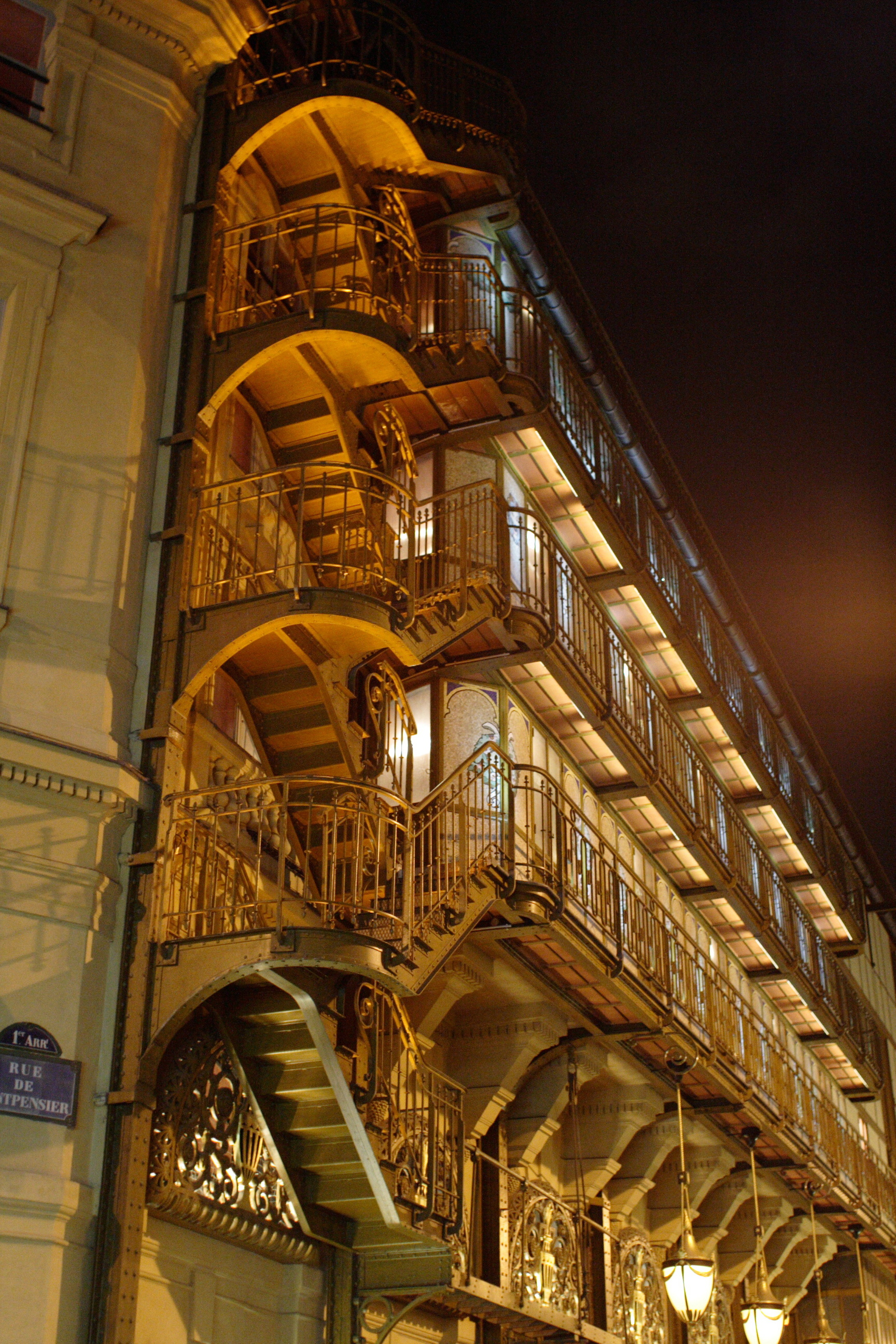
Escalier extérieur du théâtre.

### Réaménagement du Palais-Royal
Afin de casser le monopole de l'hôtel de Bourgogne, le cardinal de Richelieu fait élever en 1637 un théâtre sur l'aile est du bâtiment du Palais-Royal. L'inauguration a lieu en 1641. Le Théâtre-Italien et la troupe de Molière se partagent la scène entre 1662 et 1673.
À la mort de son ancien collaborateur, Lully récupère les lieux pour y fonder l'Académie royale de musique. Il renvoie la troupe de Molière qui s'installe dans l'hôtel de Guénégaud et charge Carlo Vigarani de remplacer la machinerie installée en 1645 par Giacomo Torelli par une nouvelle capable de supporter les imposants décors de ses futurs opéras. Son gendre, Jean-Nicolas de Francine, lui succède à sa mort en 1687.
Cette première salle, où fut donnée le 28 août 1735 la première représentation de l'opéra-ballet de Jean-Philippe Rameau Les Indes galantes est détruite par un incendie le 6 avril 1763. Rouverte le 26 janvier 1770, elle brûle à nouveau le 8 juin 1781, lors d'une représentation d'Orphée de Gluck. L'Académie royale de musique se transporte alors boulevard Saint-Martin dans une salle construite spécialement pour elle en deux mois par Nicolas Lenoir (le futur théâtre de la Porte-Saint-Martin).
Philippe d'Orléans (futur Philippe-Égalité), qui venait d'hériter de son père le Palais-Royal, profite de l'occasion pour réaménager les jardins en faisant édifier par Victor Louis un ensemble d'immeubles uniformes, comportant des galeries marchandes au rez-de-chaussée surmontées d’appartements d’habitation, entouré de trois nouvelles rues baptisées des titres de ses trois fils (Valois, Beaujolais et Montpensier). L'ancienne salle est reconstruite à l'ouest (à l'emplacement de l'actuelle Comédie-Française) et confiée en 1785 à la troupe du théâtre des Variétés-Amusantes chassé du boulevard Saint-Martin par l'Académie royale de musique voisine.
À l’opposé de la rue de Montpensier, dans le péristyle de Joinville, Victor Louis édifie une autre petite salle destinée à présenter les spectacles de marionnettes d'un certain Lomel. Elle est inaugurée le 23 octobre 1784. Placée sous la protection du comte de Beaujolais, la troupe prend alors le nom de « Petits Comédiens de Son Altesse Sérénissime Monseigneur le comte de Beaujolais » et le théâtre celui de « Beaujolais ». Les marionnettes sont rapidement remplacées par des enfants qui miment les rôles tandis que des adultes parlent et chantent depuis les coulisses. Mais en 1788, un décret interdit « d’employer deux comédiens pour un même rôle et de chanter ou parler depuis la coulisse », privant Lomel de son fonds de commerce.

### Du théâtre Montansier aux Variétés
La salle est rachetée le 17 juin 1787 par Desmarets qui la cède deux ans plus tard à Marguerite Brunet dite Mademoiselle Montansier, déjà directrice du théâtre Montansier de Versailles. Celle-ci profite de la Révolution pour s'installer à Paris en compagnie de son amant, le comédien Honoré Bourdon dit « de Neuville », et prendre possession des Beaujolais. Après de gros travaux de restauration, elle inaugure sa nouvelle salle le 12 avril 1790 avec Les Époux mécontents, opéra en quatre actes de Dubuisson et Storace. Malgré une courte incarcération durant la Terreur, elle le dirige sous différentes appellations (théâtre Montansier, théâtre du Péristyle du jardin Égalité, théâtre de la Montagne, Montansier-Variétés ou tout simplement Variétés) jusqu'en 1806 lorsque, les Comédiens-Français voisins trouvant qu'elle leur porte ombrage, elle est contrainte par Joseph Fouché, le ministre de la police du nouveau régime de vider les lieux. Après un court séjour au théâtre de la Cité, elle transporte sa troupe dans la salle qu'elle vient de faire construire boulevard Montmartre et qui deviendra le théâtre des Variétés.
Louée successivement à des acrobates et des dresseurs de chiens, la comédie y étant désormais interdite, elle est définitivement fermée en mai 1812. Devenue Café de la Paix, elle ne présente plus que des attractions destinées à divertir les consommateurs. L'expérience s'achève en 1820.

### Le théâtre du Palais-Royal
En 1830, Joseph-Jean Contat-Desfontaines dit « Dormeuil », acteur et régisseur du Gymnase-Dramatique, obtient du nouveau roi l'autorisation d'exploiter à nouveau le lieu en tant que théâtre. Associé au directeur du Gymnase, Charles-Alexandre Poirson, il le fait entièrement reconstruire par Louis Regnier de Guerchy, imaginant notamment l'encorbellement surplombant la rue de Montpensier.
Le théâtre du Palais-Royal est inauguré le 6 juin 1831. Dormeuil y règnera plus de trente ans, lançant notamment de jeunes auteurs qui feront sa fortune : Eugène Labiche et Victorien Sardou. Il ouvre aussi sa scène à la musique, recrutant comme chef d'orchestre de ses vaudevilles Hervé, futur père de l'opérette. Son fils Léon lui succède en 1858, poursuivant l’œuvre paternelle en suscitant notamment en 1863 la rencontre du trio créatif le plus emblématique du Second Empire, Jacques Offenbach, Henri Meilhac, Ludovic Halévy et de leur égérie Hortense Schneider.

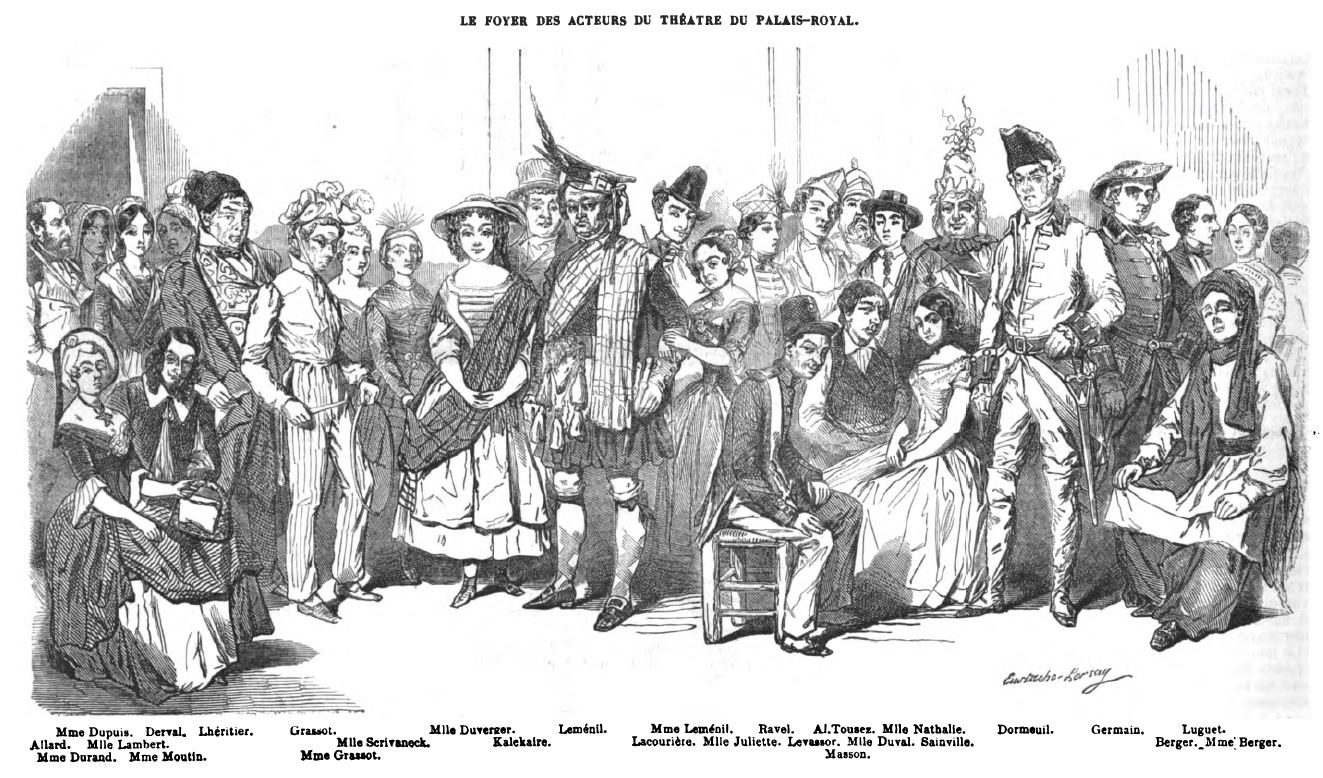
Les acteurs du théâtre du Palais-Royal, gravure d'Eustache Lorsay (1812-1871) parue dans L'Illustration, volume 1846-1847.

En 1880, le théâtre est transformé par l'architecte Paul Sédille qui redécore la salle en style néo-Louis XV extrêmement orné et doré, avec des sculptures de Dalou. Il met également en place l'escalier de secours ; pour ne pas devoir modifier l'intérieur du théâtre, il opte pour le parti (révolutionnaire) de le mettre en façade, sous forme de passerelles métalliques revêtues de mosaïques.

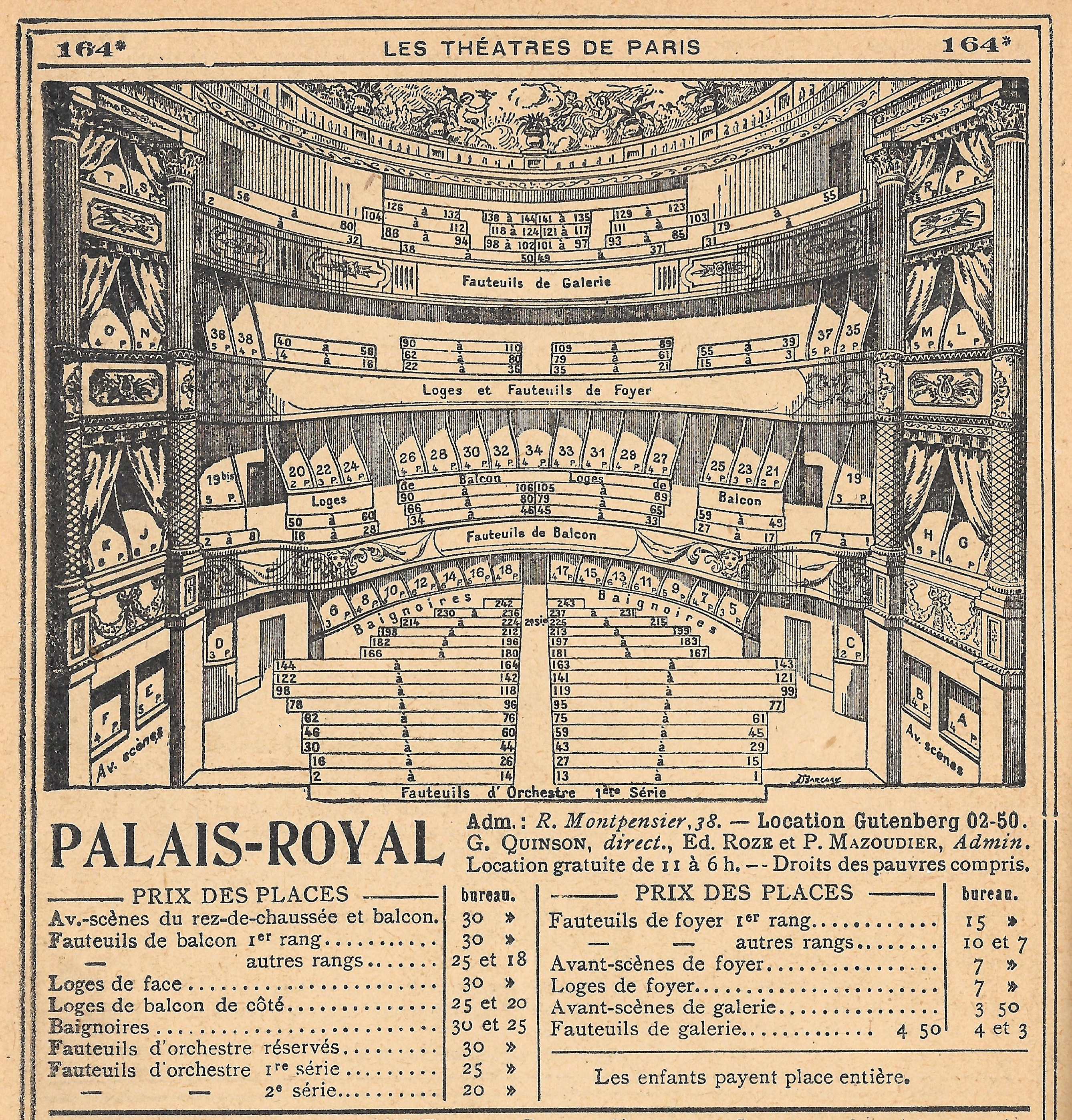
Plan de 1925, prix des places et administration.

La salle actuelle comprend 716 places.
Le théâtre du Palais-Royal est un théâtre privé membre, depuis 2010, du regroupement Théâtres parisiens associés.

## Direction
- 1784-1790 : Lomel

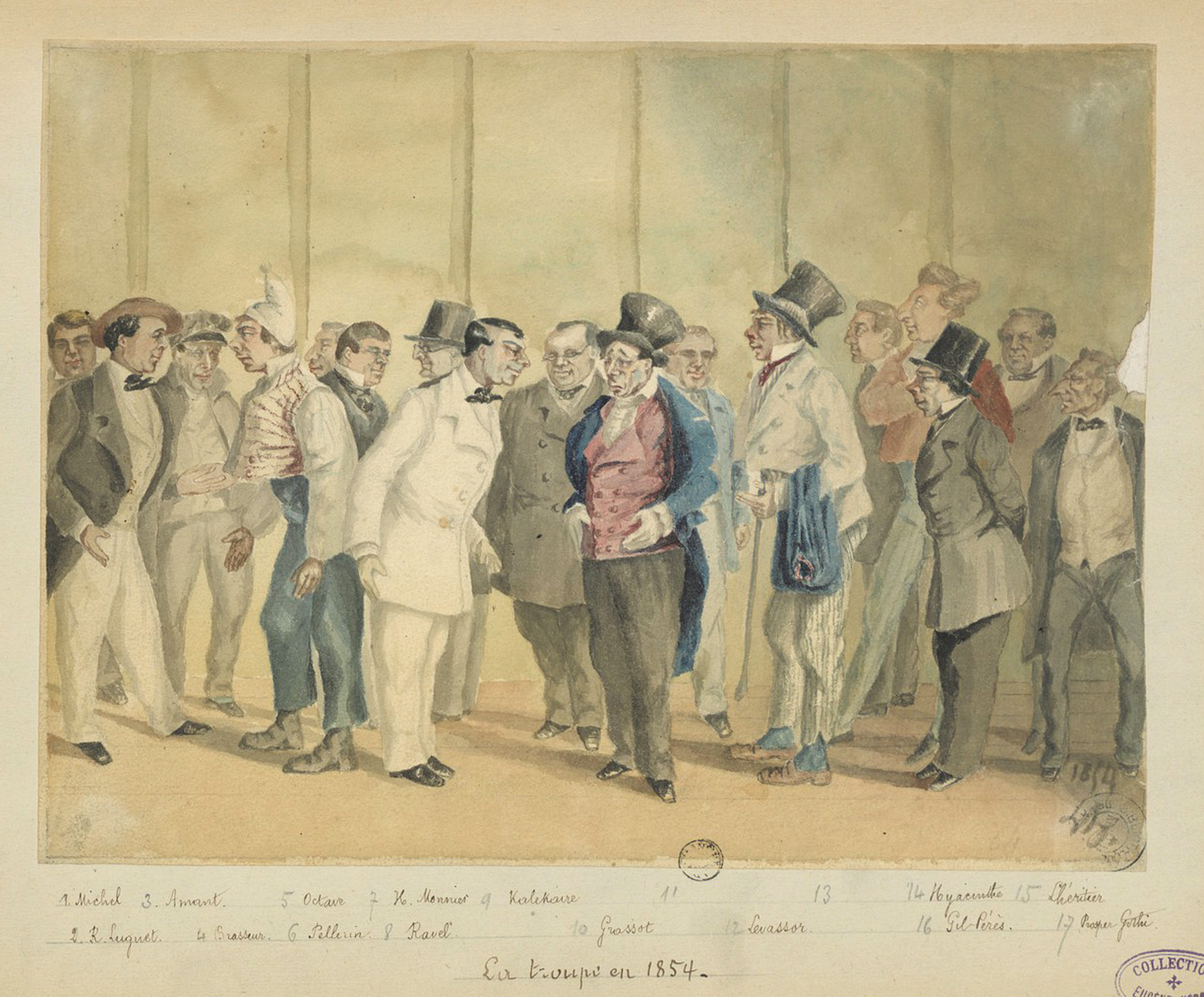
La Troupe du théâtre du Palais-Royal, portrait de groupe par Lhéritier (1854).

- 1790-1812 : Marguerite Brunet dite « Mademoiselle Montansier »
- 1812-1831 : fermeture
- 1831-1845 : Dormeuil et Poirson
- 1845-1858 : Dormeuil et Benou
- 1858-1880 : Léon Dormeuil, Francis de Plunkett et Adolphe Choler
- 1880-1885 : Briet et Delcroix
- 1885-1912 : Paul Mussay et Boyer
- 1912-1942 : Gustave Quinson
- 1942-1954 : Jean de Létraz
- 1954-1965 : Simone de Létraz
- 1965-1989 : Jean-Michel Rouzière
- 1989-1998 : Francis Lemonnier, Francis Nani et Christian Azzopardi
- 1998-2013 : Francis Nani et Christian Azzopardi
- Depuis 2013 : Francis Nani et Sébastien Azzopardi

## Accès
Ce site est desservi par les stations de métro Palais-Royal - Musée du Louvre, Bourse et Pyramides.